# Boltonia gwiaździsta
Boltonia gwiaździsta, b. gwiazdkowata, b. astrowata (Boltonia asteroides (L.) L’Hér.) – gatunek byliny należący do rodziny astrowatych. Występuje w stanie dzikim we wschodniej części USA.

## Morfologia
ŁodygaWzniesiona, owłosiona, może osiągać wysokość nawet do 2,4 m.
LiścieLancetowate.
KwiatyZebrane w Koszyczki o średnicy do 2 cm (u odmian ozdobnych do 3 cm) na szczytach wiechowatych rozgałęzień. Kwiaty języczkowe białe, różowe lub niebieskie, rurkowate żółte.
OwoceSilnie spłaszczona, oskrzydlona niełupka.

## Zmienność
Często uprawiana jest odmiana szerokołuskowa Boltonia asteroides (L.) L’Hér. var. latisquama  (A. Gray) Cronquist. Ma większe koszyczki (do 3 cm średnicy) i wysokość do 1,8 m. Wśród uprawianych odmian ozdobnych jest też 'Snowbank' o białych kwiatach.

## Zastosowanie
Jest uprawiana w parkach i ogrodach jako roślina ozdobna. Nadaje się też na kwiat cięty do flakonów i bukietów. Jest łatwa w uprawie. W Polsce jest w pełni mrozoodporna (strefy mrozoodporności 4-9. Wymaga słonecznego stanowiska, wilgotnej i przepuszczalnej gleby. Rozmnaża się ją przez wysiew nasion lub podział. Podobnie, jak astry jest wrażliwa na pleśnienie i przy mokrym lecie może to spowodować skrócenie okresu jej kwitnienia.